# فلاديمير إيفانوف (لاعب كرة قدم روسي)
فلاديمير ايفانوف (بالروسية: Иванов, Владимир Юрьевич)‏ هو لاعب كرة قدم روسي في مركز الدفاع، ولد في 9 فبراير 1976. لعب مع FC Sodovik Sterlitamak ‏.